# L'Homme poisson
L'Homme poisson – ou pendant un temps La Femme poisson – est un tableau réalisé par le peintre espagnol Salvador Dalí en 1930. Cette huile sur toile de petit format est un paysage surréaliste qui représente une étendue déserte dans laquelle on relève une chaussure rose, un arbre vert mais surtout, au premier plan, le buste d'une figure humaine dont la tête est constituée d'une horloge et de poissons. Achetée en 2014, elle est à présent conservée dans le collections du Meadows Museum, à Dallas, au Texas, dans le Sud des États-Unis.